# Termitodesmus calvus
Termitodesmus calvus är en mångfotingart som beskrevs av Carl Graf Attems 1938. Termitodesmus calvus ingår i släktet Termitodesmus och familjen Glomeridesmidae. Inga underarter finns listade i Catalogue of Life.